# Эль-Кармен-де-Чукури
Эль-Кармен-де-Чукури (исп. El Carmen de Chucurí) — город и муниципалитет в северо-восточной части Колумбии, на территории департамента Сантандер. Входит в состав провинции Яригьес.

## История
Поселение, из которого позднее вырос город, было основано в 1938 году. Муниципалитет Эль-Кармен-де-Чукури был выделен в отдельную административную единицу в 1986 году.

## Географическое положение

Муниципалитет Эль-Кармен-де-Чукури

Город расположен в центральной части департамента, в горной местности Восточной Кордильеры, к северу от реки Верхелано, на расстоянии приблизительно 58 километров к юго-западу от города Букараманги, административного центра департамента. Абсолютная высота — 775 метров над уровнем моря.
Муниципалитет Эль-Кармен-де-Чукури граничит на севере и северо-западе с территорией муниципалитета Сан-Висенте-де-Чукури, на западе и юге — с муниципалитетом Симакота, на востоке — с муниципалитетами Ато и Галан. Площадь муниципалитета составляет 914 км².

## Население
По данным Национального административного департамента статистики Колумбии, совокупная численность населения города и муниципалитета в 2015 году составляла 20 099 человек.
Динамика численности населения муниципалитета по годам:
| 2005   | 2006   | 2007   | 2008   | 2009   | 2010   | 2011   | 2012   | 2013   | 2014   | 2015   |
| ------ | ------ | ------ | ------ | ------ | ------ | ------ | ------ | ------ | ------ | ------ |
| 18 098 | 18 303 | 18 509 | 18 714 | 18 910 | 19 108 | 19 308 | 19 501 | 19 696 | 19 905 | 20 099 |

Согласно данным переписи 2005 года мужчины составляли 52,6 % от населения Эль-Кармен-де-Чукури, женщины — соответственно 47,4 %. В расовом отношении белые и метисы составляли 99,9 % от населения города; негры, мулаты и райсальцы — 0,1 %.
Уровень грамотности среди всего населения составлял 82,7 %.

## Экономика
Основу экономики Эль-Кармен-де-Чукури составляет сельское хозяйство.
55,9 % от общего числа городских и муниципальных предприятий составляют предприятия торговой сферы, 37,1 % — предприятия сферы обслуживания, 7 % — промышленные предприятия.